# Слядув (Малопольське воєводство)
Слядув (пол. Śladów) — село в Польщі, у гміні Слабошув Меховського повіту Малопольського воєводства.
Населення — 212 осіб (2011).
У 1975-1998 роках село належало до Келецького воєводства.

## Демографія
Демографічна структура станом на 31 березня 2011 року:
|          | Загалом | Допрацездатний вік | Працездатний вік | Постпрацездатний вік |
| -------- | ------- | ------------------ | ---------------- | -------------------- |
| Чоловіки | 100     | 20                 | 62               | 18                   |
| Жінки    | 112     | 19                 | 54               | 39                   |
| Разом    | 212     | 39                 | 116              | 57                   |